# ロマン派音楽
ロマン派音楽（ロマンはおんがく）は、古典派音楽をロマン主義の精神によって発展させていった、ほぼ19世紀のヨーロッパを中心とする音楽を指す。

## 概要
ロマン派音楽は、文学・美術・哲学のロマン主義運動と関連しているが、音楽以外の芸術分野でロマン主義が1780年代から1840年代まで続いたのに対し、音楽学で慣習的に使われている「ロマン主義の時代」は、それとは異なり、古典派音楽の時代と近代・現代音楽の間に挟み込まれている。したがって、ロマン派音楽は、だいたい1800年代初頭から1900年代まで続いたとされている。
ロマン主義運動の思想は、「真実は必ずしも公理にさかのぼりうるとは限らず、感情や感覚・直観を通じてしか到達し得ない世界には、逃れようもない現実がある」というものであった。ロマン主義文学は、感情表現を押し広げ、より深層に隠れたこれらの真実を抉り出すための闘いだった。一方、ロマン派音楽は、オーケストラの規模を拡大したとはいえ、古典派音楽から受け継がれた楽式の構造は維持した。
「ロマンティックな音楽」という日常語は、やわらかく夢見がちな雰囲気を連想させるような音楽という意味で使われる。この用法は、当時確立した「ロマンティック」という言葉の含意に由来する。だが、ロマン派の楽曲がすべてこのような形容に当てはまるとは限らないし、ロマンティックな楽曲が必ずしもロマン主義の時代と結び付いているわけでもない。

## 傾向

### 音楽語法
ロマン派の時代にはバロック音楽や古典派音楽から受け継がれた和声語法を言い表すために「調性」という概念が確立された。バッハ・ハイドン・モーツァルト・ベートーヴェンらによって示された偉大な機能和声法を、ロマン主義の作曲家は自分たちの半音階的な新機軸に混ぜ合わせようと試みた。よりいっそうの動きのしなやかさとより大きなコントラストを実現するため、またより長大な作品の需要を満たすためである。
半音階技法だけでなく、不協和音もいっそう多用されてさまざまに活用された。たとえば、しばしば最初のロマン派の作曲家と見なされているベートーヴェンや後のリヒャルト・ワーグナーは和声法を拡張し、以前は使われなかったような和音を用いたり、従来とは異なる方法で既存の和音を扱ったりした。ワーグナーの《トリスタンとイゾルデ》に散見される「トリスタン和音」は、和声機能の解釈の仕方やその美学的な意味をめぐって多くのことが論じられてきた。
作曲家はますます遠隔調に転調するようになり、古典派の時期に比べると予備なしの転調が頻繁になった。時には転調の軸足となる和音に代わって音符一つで転調することさえあった。このような音符を（たとえば嬰ハ音を変ニ音へと）エンハーモニック的に書き換えることによる遠い調への転調をフランツ・リストらの作曲家は試みた。どの調にも移ることが可能になる減七和音のような仕掛けも積極的に研究された。
ロマン派の作曲家は、音楽を詩に見立てたり叙事詩や物語の構成に似せたりした。それと同時に、演奏会用作品の作曲や演奏のためのより体系化された基礎を彼らは創り出した。ロマン主義の時代には、ソナタ形式など以前の習慣が規則化された。歌曲の作曲においては、旋律や主題にますます焦点が向けられた。循環形式がいよいよ積極的に多用される中で旋律の強調は現れた。当時ありがちだった長めの楽曲にとって、循環形式が重要な統一手段であることは明らかだった。
以上の傾向（和声のよりいっそうの巧妙さや流麗さ・長大で力強い旋律・表現の基礎としての詩情・文学と音楽の混淆）はみな程度の差はあれロマン派音楽以前にも現れていた。それでもロマン主義の時代にはそういったものが中心的に追究されるべきものとされたのであった。ロマン派の作曲家は、科学技術の助けも受けた。
たとえばオーケストラにも匹敵するほどの力強さや音域をピアノにもたらしたように、科学技術は重大な変化を音楽にもたらした。

### 音楽外の影響
ロマン派音楽の時代を通じて戦われた議論の一つは、音楽と音楽外の言葉や発想源との関係であった。19世紀以前にも標題音楽（ある視点や標題による音楽）はありふれたものだったが、音楽形式と音楽外の霊感をめぐる葛藤はロマン派音楽の時代を通じて重大な美学的命題となった。
論戦の発端は1830年代にエクトル・ベルリオーズの《幻想交響曲》までさかのぼる。この作品には詳細な標題が副えられており、評論家や有識者に解釈の場を与えた。攻撃者の筆頭でブリュッセル音楽院の院長フランソワ＝ジョゼフ・フェティスは「この作品は音楽にあらず」と断じた。一方の擁護者の旗頭はローベルト・シューマンである。ただし「すぐれた音楽はおかしな題名によって損われる。すぐれた題名があってもおかしな音楽の手助けにはならない」とも論じ、彼は標題そのものには否定的であった。音楽外の霊感という発想を擁護する役目はフランツ・リストに委ねられた。
時間が経つにつれて両陣営から論争が仕掛けられ、上のような亀裂はいっそう明白になった。「絶対音楽」を信じる者は、音楽表現は形式の完成にかかっているとして古い音楽で敷衍された見取り図に従った。そのころ公式化されつつあったソナタ形式が最も有名な形式である。標題音楽の信奉者にとって、詩など音楽外のテクストの叙事的な表現それ自体が形式だった。だから音楽形式を物語に従わせることが必要なのだと生活を創作に捧げる芸術家は論じていた。持論を発想したり正当化したりする過程で、両派はベートーヴェンへと遡った。リヒャルト・ワーグナーとヨハネス・ブラームスのそれぞれの支持者の反目によってこの分裂は次のように見なされた。即ち、言葉などの音楽外に関連するものを持たない「絶対音楽」の最高峰がブラームスであり、詩的な「実体」こそが和声や旋律を充溢させた音楽を形作ると信じているのはワーグナーである、と。
この論争を引き起こし影響力を与えた要因は複雑である。ロマン主義の詩の意義の発生も確かにその一つだし、演奏会や家庭で歌えるような歌曲の需要の増加もまた然りである。もう一つの要因は演奏会そのものの変質であった。演奏会の曲目は雑多な楽曲からより特化された曲目へと絞り込まれ、大きな表現力と特定の目的をもった器楽曲が次第に要求されるようになった。
「音楽外の霊感」の実例には次のようなものがある。
- シューマンの《交響曲第3番「ライン」》
- リストの《ファウスト交響曲》と《ダンテ交響曲》および数々の交響詩
- チャイコフスキーの《マンフレッド交響曲》
- リヒャルト・シュトラウスの交響詩
- マーラーのいくつかの交響曲

ブラームス陣営から出発したツェムリンスキーやシェーンベルクですらも後には交響詩を手懸けた。
リストなどのピアノのヴィルトゥオーソはオペラのアリアやシューベルトらの歌曲を編曲・改作して器楽曲へと仕立て直した。マーラーの交響曲では、自作歌曲と密接な関連を持つものも多く、しばしばオーケストラ伴奏歌曲やオラトリオ・カンタータと融合したような例も見られる。

### ロマンティック・オペラ
歌劇においては、バロック・オペラや古典派のオペラで確立されたさまざまな形式が緩められ、うち壊され、互いに溶け合う傾向にあった。ギリシャ神話のようなヨーロッパにとって普遍的な題材よりも、各民族の神話や民話・伝説・歴史に題材が求められた。ワーグナーの楽劇においてこの傾向は頂点に達した。ワーグナーの作品では、アリアや合唱（重唱）・レチタティーヴォ、器楽曲を互いに切り離すことは出来ない。その代わりにあるのは連続した音楽の流れである。
別の変化も浮かび上がる。カストラートの衰退によってテノールを主役に配置することが定式となり、合唱はいっそう重要な役割を与えられた。また、のちには歴史的・神話的な題材よりも現実的な題材を好む傾向も生まれた。フランスでは、ビゼーの《カルメン》などが書かれ、イタリアでは1890年代になると「ヴェリズモ・オペラ」が創り出された。ツェムリンスキーやシュレーカーらが世紀末のウィーンで現実的な題材に挑み、とりわけコルンゴルトの《死の都》は第一次世界大戦後のドイツ語圏で人気があった。

### ナショナリズム
特定の国と特別の関係で結ばれた音楽を作曲したような「国民楽派」の作曲家はたくさんいる。国民楽派は色々の道のりを経て現れてきた。たとえばミハイル・グリンカの歌劇がとりわけロシア的であるとすれば、ベドジフ・スメタナやアントニーン・ドヴォルジャークの歌劇はチェコの民族舞曲のリズムや民謡の主題を利用している。19世紀後半には、ジャン・シベリウスがフィンランドの叙事詩『カレワラ』に基づく楽曲を遺し、交響詩《フィンランディア》は、フィンランド民族主義の象徴的な楽曲となっている。
ナショナリズムの項を参照のこと。

### 管弦楽法と楽器編成
ロマン派音楽においても楽器法の開発は続けられた。ベルリオーズのような作曲家はかつてない手法で管弦楽法を施し、改めて管楽器を目立たせた。従来は滅多に利用されなかったピッコロ・コーラングレ・オフィクレイド・チューバ・ハープのような楽器を取り入れて、標準的とされるオーケストラの規模は膨れ上がった。ワーグナーとブルックナーはワグナーチューバも重用した。
より大編成のオーケストラの利用に加えて、ロマン派音楽の特色として挙げられる点は作品が長くなりがちだったことである。ハイドンやモーツァルトの典型的な交響曲は演奏時間が25分程度しかないが、ロマン派音楽の開始に位置付けられることもあるベートーヴェンの《交響曲第3番「英雄」》は48分程度の長さである。とりわけブルックナーやマーラーの交響曲において大作化の傾向は頂点に達した。尚、マーラーの《交響曲第8番》では膨大な人数の合唱と演奏者が指定されたことにちなんで、「千人の交響曲」とも呼ばれた（マーラーはこの俗称を認めていない）。
ロマン派音楽の時代は楽器演奏の名人の台頭する時期でもあった。ヴァイオリニストのニコロ・パガニーニは19世紀初頭のスターのひとりであったが、その名声は大抵の演奏技巧と同じくカリスマ的資質に由来するものと見縊られていた。リストは非常に有能な作曲家であっただけでなく、たいへん人気の高い名ピアニストでもあった。
このようなヴィルトゥオーソの出演する演奏会は、作曲家よりも大人数の聴衆を呼び込みがちであった。

## 沿革
ロマン派音楽の時代区分については様々な見解があるが、次のように区分する例がある。
- 初期ロマン派音楽（独: Frühromantik 1800～30）フランツ・シューベルト、カール・マリア・フォン・ウェーバーなど
- 盛期ロマン派音楽（独: Hochromantik 1830～50）ロベルト・シューマン、フェリックス・メンデルスゾーン、フレデリック・ショパンなど
- 後期ロマン派音楽（独: Spätromantik 1850～1890）フランツ・リストの後期、リヒャルト・ワーグナーが楽劇の時代に入り、ジュゼッペ・ヴェルディが成熟期に入る。その他アントン・ブルックナー、ヨハネス・ブラームス、セザール・フランク、国民楽派など
- 世紀末（独: Jahrhundertwende 1890～1914の第一次世界大戦勃発まで）グスタフ・マーラー、ジャコモ・プッチーニ、リヒャルト・シュトラウスなど

### 源流
1770年代もしくは1780年代のドイツにおける「シュトゥルム・ウント・ドラング」運動とともにロマン主義的な文学の時代は始まったとしばしば言われている。それに影響を与えたものは、シェイクスピアの戯曲やホメロスの詩、民族的な神話（と伝えられるもの）だった。ゲーテやシラーのようなドイツの作家が急激に態度を改める一方、スコットランドではロバート・バーンズが民謡を書き留めようとしていた。この文学運動は「古典派音楽」の時代の作曲家にもさまざまなかたちで影響を齎し（モーツァルトのジングシュピールもその一つである）、芸術的な表現において兇暴性を募らせていった。しかし、たいていの作曲家が宮廷音楽家である限り、王侯貴族の庇護を受けるためには「ロマン主義と謀叛」にかかずらうことはできなかった。《フィガロの結婚》が革命的であると非難されたモーツァルトが上演にてこずったのがまさしくそれであった。

作曲や演奏の基準が増していき、音楽の標準となる形式や内容が作り出されたのも古典派の時代である。
E.T.A.ホフマンが、ハイドンやモーツァルト・ベートーヴェンのことを「古典派音楽の3大作曲家」と呼んだのも、故ないことではない。古典派の時代における最も決定的な（ロマン派音楽の）萌芽は、半音階技法と、和声的な曖昧さである。古典派の主立った作曲家はみな、曖昧な和声法や、長調と短調を慌しく行き交う手法を用いて、真の主調を伏せている。その最も有名な例の一つが、ハイドンのオラトリオ《天地創造》の開始における「音楽的カオス」である。だがこれらの脱線にもかかわらず、楽曲において緊張状態となったものはアーティキュレーションのかかった楽節・属調や近親長調への移動・テクスチュアの透明性である。
1810年代までに、半音階技法と短調の利用や多くの転調を経てより低い音域へと向かっていく傾向がある。後にこのような音楽運動の中心人物と見なされたのはベートーヴェンであったのだが、主題の素材により半音階的な進行を取り入れようとした当時の趣味を実際に代表するのは、
- ムツィオ・クレメンティ
- ルートヴィヒ・シュポーア

であった。より多くの「音色」の要望と古典的な形式感の要望は、互いに矛盾するものであり音楽を破綻させるものだった。その反動の1つが、オペラへの動きであった。オペラでは、たとえ形式的なモデルがない箇所でも、台本が構成を示してくれるからである。E.T.A.ホフマンは、今日では専ら批評家として著名であるが、当時は歌劇《ウンディーネ》（1814年）によって、音楽における過激な改革者と見なされていた。破綻に対するもう1つの反動は、性格的小品への動きである。中でも新奇な小品の1つが夜想曲であった。夜想曲では、和声の密度それ自体が音楽を先に進める推進力となっている。

### 初期ロマン派、盛期ロマン派音楽（-1850）
楽曲素材に対する1810年代までの変化は、旋律中における半音階のいっそうの利用やより表情豊かな和声法への要求と並んで、一目瞭然の変化となった。ナポレオン以後のヨーロッパという新しい環境では、訴求力を持つ作曲家のための舞台が出来上がった。
これらの作曲家の第一波は、概ねベートーヴェンやシュポーア、ホフマンのほか、カール・マリア・フォン・ウェーバーとフランツ・シューベルトであった。これらの作曲家は、18世紀後半から19世紀初頭までの演奏界の劇的な急成長のさなかで育っている。大勢から従うべき模範として認められていたのはベートーヴェンであったが、クレメンティの半音階的な旋律に加え
- ルイジ・ケルビーニ
- エティエンヌ＝ニコラ・メユール
- ジョアキーノ・ロッシーニ

のオペラ作品も影響力をもっていた。それと同時に中産階級にとって自宅での音楽活動が家庭生活の重要な部分となりつつあったため、民族詩への曲付けやピアノ伴奏歌曲の作曲は、作曲家の重要な収入源となった。
このようなロマン主義の波において重大な作品は、
- ウェーバーの一連のロマンティック・オペラ（《オベロン》《魔弾の射手》《オイリアンテ》）
- シューベルトの連作歌曲と交響曲

などである。シューベルトの作品は、当時は聴衆の前での演奏が限られていたが、次第に衝撃力を広げていった。対照的に、ジョン・フィールドの作品はすぐ有名になった。フィールドがピアノのための性格的小品や舞曲を創る能力に恵まれていたからである。ロマン派の作曲家の次なる一団は、
- エクトル・ベルリオーズ
- フェリックス・メンデルスゾーン
- フレデリック・ショパン
- フランツ・リスト

である。みな19世紀の生まれであり、初期の経歴から作品の創作にとりかかっている。メンデルスゾーンはとりわけ早熟であり2つの弦楽四重奏曲、弦楽八重奏曲、演奏会用序曲《夏の夜の夢》
を完成させたのは、まだ10代のうちであった。ショパンはピアノ曲の作曲に集中しようとしていた初期に、2つのピアノ協奏曲と練習曲集を完成させており、ベルリオーズはベートーヴェン以後で最も重要な交響曲の先駆け《幻想交響曲》を完成させている。
また、今日ではロマンティック・オペラと呼ばれている音楽は、パリや北部イタリアとの強力な関係によって成立したものである。フランスの超絶技巧のオーケストラと、イタリア風の声楽の旋律線や劇的な燃焼力との結合は、原作を大衆文学からとる傾向と相俟って、今なおオペラの舞台に君臨し続けているような、感情表現の1つの規範となっている。
- ヴィンチェンツォ・ベッリーニ
- ガエターノ・ドニゼッティ

が、この頃すこぶる人気であった。
ロマン主義のこのような局面についての重要な視点は、ピアノの演奏会（リストの用いた言葉を借りるなら「リサイタル」）の幅広い人気であった。当時のリサイタルは、人気のある主題による即興演奏や小品、ベートーヴェンやモーツァルトのピアノソナタなどの大作から構成されていた。最も重要なベートーヴェン弾きは、後のシューマン夫人クララ・ヴィークであった。鉄道や蒸気船によって旅行が簡便になると、リストやショパン・タールベルクといったピアノのヴィルトゥオーソは、演奏旅行の回数を増やし、国際的な聴衆を獲得した。演奏会はそれ自体が事件となった。このようなヴィルトゥオーソ現象の波に乗って成功を収めたのがニコロ・パガニーニだった。
1830年代から1840年代にかけて、
- ロベルト・シューマン
- ジャコモ・マイヤベーア
- ジュゼッペ・ヴェルディ

らを含む音楽的な世代が最盛期を迎えた。当時、音楽活動で主流の様式ですらあったパリ音楽院が手本となったポスト古典主義様式だけでなく、宮廷音楽までもが演奏会のプログラムを左右していたが、交響楽団のような団体による定期公演がメンデルスゾーンによって振興されてからはこのような演奏形式は衰退した。音楽は半ば宗教的な経験と見なされるようになり、「楽友（フィルハーモニー）」協会が演奏会の一部となって、前時代の演奏会とは対照的に、形式ばった態度がとられた。
リヒャルト・ワーグナーが最初に成功したオペラを制作し、「楽劇」という概念に至る構想を大胆に膨らませるようになったのもこの時期である。自称革命家で、つねに債権者や為政者とトラブルを抱えたワーグナーではあったが、身の回りに気の合う音楽家を集め始めた。そのひとりがフランツ・リストであり、両者はともに、「未来の音楽」の創出へと没頭した。
文字通りの「ロマン主義」は、大雑把に見ると、ヨーロッパ情勢を一変させた1848年の「革命の年」をもって終息する。パガニーニやメンデルスゾーン・シューマンらの逝去やリストのリサイタルからの引退に加えて、「写実主義」のイデオロギーの高まりとともに、音楽活動の新しい波が訪れた。この新しい波については、詩や絵画の場合と同じく、ロマン主義というより「ヴィクトリア朝文化」と位置付けるべきだと論じる向きも英国にはあるが、この時代のクラシック音楽の中心地であった大陸ヨーロッパは英国のヴィクトリア朝とは直接の関係は無いので、その代わりに、19世紀後半の音楽については、「後期ロマン主義音楽」と評されている。

### 後期ロマン派音楽（1850-）
19世紀も後半になると、ナポレオン以降の時代に向かう舞台である。社会的・政治的・経済的な変化の多くが社会に定着した。電信技術や鉄道がヨーロッパをかつてないほどに近づけた。19世紀初期のロマン派音楽の重要な特徴であったナショナリズムは、政治的・言語的な手段によって公式化された。中産階級の読書家をねらった文芸作品は、出版活動の固定や、主要な文学形式としての小説の振興につながった。
19世紀前半の登場人物はその多くが引退または死去し、あるいは音楽活動の最終段階を迎えていた。残りの者は、定期的な演奏活動や、利用しやすい経済的・技術的な資源を利用して、新たな方向に突き進んだ。半世紀にわたって楽器の改良が加えられ、ヴァイオリンやヴィオラの顎当て、バルブ式の金管楽器、ピアノのアクションの二重エスケープメントは、新奇なものから標準的なものへと定着していった。音楽教育の機会の劇的な増加は、音楽活動家にとっては自らの聴衆の増加を意味するようになった。音楽院や音楽大学が設立されたのもこの時代である。自前の財力を宛てこんだ興行主となることよりも、他人に教えることによって安定した活動を続けられるという場が音楽家にとっての音楽院や音楽大学であった。以上の変化は、交響曲や協奏曲・交響詩といったジャンルの巨大な波や、パリ・ロンドン・イタリアにおけるオペラ公演の拡大によく見られる。
独墺圏においては、リストやワーグナーによって推進されていた後期ドイツ・ロマン主義がさらに進化し、大規模な楽劇や交響詩が書かれるようになった。ワーグナーが1850年以降に完成させた数々の楽劇は、和声法や管弦楽法などの音楽語法や芸術思想など様々な点で、独墺圏のみならず、フランス・イタリア・東欧・北欧諸国などヨーロッパ全土に大きな影響をあたえることになった。
また、交響曲においては
- アントン・ブルックナー
- グスタフ・マーラー

に、楽劇と交響詩においては
- リヒャルト・シュトラウス

に、歌曲においては
- フーゴ・ヴォルフ

にこの流れは受け継がれた。
後期ロマン派音楽には、特定の国々で民族音楽や民族詩と結びついた民族様式（国民楽派）が登場し、重要な作曲家を巻き込んでいった。音楽論においては、「ドイツ様式」「イタリア様式」といった概念が長きにわたって確立されていたが、19世紀になって振興を見たのは、グリンカに始まり、
- ムソルグスキー
- ボロディン
- リムスキー＝コルサコフ
- チャイコフスキー

らに受け継がれたロシア様式（ロシア国民楽派）だった。同様の流れは、チェコの
- スメタナ
- フィビフ
- ドヴォルザーク
- ヤナーチェク
- ノヴァーク

やフィンランドでも見られ、普仏戦争後のフランスでは、
- サン＝サーンス

らの指導のもとに、「アルス・ガリカ（ガリアの芸術の意味であるが、実際には、フランス人作曲家による器楽曲創作の振興）」を標榜する
国民音楽協会が設立され、反ドイツ・ロマン派音楽を叫んだ印象主義音楽誕生の土壌となった。
たいていの作曲家は、目的において民族主義者であり、故国の言語や文化に関連したオペラや音楽を創り出そうとした。民謡に興味を示したブラームスにも、民族主義的な傾向は認められる。
またこの時期、エジソンらによって蓄音機が実用化され、音楽は自由に録音再生できるようになった。1889年、ブラームスはエジソンの依頼により、自曲「ハンガリー舞曲第一番」を自ら演奏して録音した。これは史上初のレコーディングとされている。

### 20世紀における動向と新ロマン主義
19世紀に生まれた作曲家の多くは、20世紀に入ってからも、明らかに前時代とつながりのある作曲様式で創作を続けた。
たとえば、
- ジャコモ・プッチーニ
- リヒャルト・シュトラウス
- セルゲイ・ラフマニノフ
- クット・アッテルベリ

がそうである。しかし、モダニズムの作曲家の中にも、初期にロマン派音楽の様式を採る者は少なくなかった。
- アレクサンドル・スクリャービン（《ピアノ・ソナタ第3番》、《8つの練習曲》作品42）
- アルノルト・シェーンベルク（《浄められた夜》、《グレの歌》）
- ベーラ・バルトーク（《ヴァイオリン協奏曲第1番》）

などのいくつかの管弦楽曲や
- 歌劇《青ひげ公の城》
- カロル・シマノフスキ（ピアノのための《4つの練習曲》作品4）

などの例がある。とはいえ、19世紀音楽の構造や表現技法は、単なる遺物というわけでもなかった。
- レイフ・ヴォーン・ウィリアムズ
- エーリヒ・ヴォルフガング・コルンゴルト

は、1950年以降もいちじるしくロマン派的な様式で作曲し続けている。
無調性や新古典主義などの新たな風潮は、ロマン派音楽の優位に挑んだものの、大作においては、調性指向の半音階的な音楽語法が顕在化している。
- グスターヴ・ホルスト
- アーノルド・バックス
- セルゲイ・プロコフィエフ
- ディミトリー・ショスタコーヴィチ
- カール・ニールセン
- ベンジャミン・ブリテン
- サミュエル・バーバー
- マルコム・アーノルド

らは、モダンな作曲家であるとの自覚を持っていたものの、作品においてはしばしばロマン派音楽の要素を引き継いでいた。
ロマン派音楽は1960年頃、レトリックとしても芸術的にもどん底にあった。未来は前衛音楽とともにあるかに思われた。
パウル・ヒンデミットが、いかにもロマン主義に根ざした様式へと後ずさりする中、たいていの作曲家は別の道へ進んだ。
保守的なソ連や中国のアカデミックな序列の中でだけ、ロマン派音楽がぴったりと収まったかに見えた。
しかしながら1960年代の後半までに、ロマン派音楽の表現様式の復活が始まった。
ジョージ・ロックバーグは、グスタフ・マーラーを模範に引き出し、音列技法から調性へと回帰した。
このような試みには、ニコラス・モー、ロバート・ヘルプス、デイヴィッド・デル・トレディチのような同志がいた。こうした動向は「新ロマン主義」とも評され、ジョン・コリリアーノの《交響曲第1番》などもその一つに数えられている。
ロマン派の音楽様式が生き長らえ、むしろ栄えてすらいる分野は他にもある。映画音楽の世界である。ナチス・ドイツを逃れて米国に移住したユダヤ系作曲家の多くは、ウィーンでグスタフ・マーラーに師事したか、その影響を受けていた。マックス・スタイナーによる華麗な映画音楽《風と共に去りぬ》は、ワーグナーのライトモティーフとマーラーの管弦楽法を用いた実例にほかならない。「ハリウッドの黄金時代」の映画音楽は、
- コルンゴルト
- スタイナー
- フランツ・ワックスマン
- アルフレッド・ニューマン
- ヒューゴー・フリードホーファー

らの創作に重きを置いていた。次世代の映画音楽の作曲家、
- アレックス・ノース
- ジョン・ウィリアムズ
- エルマー・バーンスタイン

らは、この伝統に従って20世紀後半を代表する映画音楽をいくつも残している。

## 日本におけるロマン派音楽
日本に「洋楽」が本格的に流入し、受容されたときには、すでに明治時代になっていた。ロマン派音楽の流れを19世紀を中心に考えるなら、日本の幕末から明治時代にほぼ該当する。現在ロマン派の主要な作品（協奏曲など）の日本初演は大正時代前期から昭和時代初期（太平洋戦争前）に東京音楽学校で行われたものが多く、演奏履歴はまだ100年経過していない。また、文部省唱歌の作曲家は多少のプロテスタント信者がまじっていたため、賛美歌の構成原理やテクスチュアが唱歌においても少なからず参照されている。
瀧廉太郎はいくつかの唱歌や、ごくわずかのピアノ曲において日本的な音組織を利用しているが、一方で《花》のような作品では流麗で洗練されたメンデルスゾーンやシューマン以来の伝統に従っている。瀧廉太郎が日本語の抑揚と西洋的な音階を自然に一致させることに成功したことにより、日本語歌曲の歴史は豊かな未来が保証されたといってよい。
山田耕筰はリヒャルト・シュトラウスやドビュッシー、そしてとりわけスクリャービンへの傾倒から、一時期モダニズムに接近しかけたものの、結局のところはロマン派音楽に回帰した。その動きは、同時代の文学界における日本浪漫主義と相通ずるものがある。瀧廉太郎に倣った東洋的な旋法と、リヒャルト=シュトラウスに影響された半音階的な和声法と凝ったピアノ書法・異国趣味を強調した題材・神秘主義はいずれも山田が強固なまでのロマン主義者であったことを物語っている。
山田は日本楽壇における長老として長らく君臨し、戦後の「三人の会」の團伊玖磨にも影響を及ぼした。團も山田と同じく近代ロシア音楽に造詣が深かったが、とりわけムソルグスキーとラフマニノフへの熱愛を告白している。合唱組曲《筑後川》などに見られる重厚な房状和音の連続は、19世紀ロシア・ピアノ楽派の影響が明らかである。ただし、器楽作家としての團は、ロマン派的な声楽作家としての團とは違った顔を持っている。
別宮貞雄は東大卒業後にパリ音楽院でミヨーとメシアンに師事しているが、音楽的にはベートーヴェン以降のドイツ・ロマン派音楽の流れに立ち、日本における新ロマン主義音楽の旗手として、数々の調的な器楽曲を手懸けてきた。実質的なデビュー作である歌曲《さくら横ちょう》は、詩的な情緒と著しい抒情性、民族的な音組織、音楽外のテクストを示唆するピアノの伴奏において、ロマン主義の成熟したかたちをすでに体現している。